# 9M111 Fagot

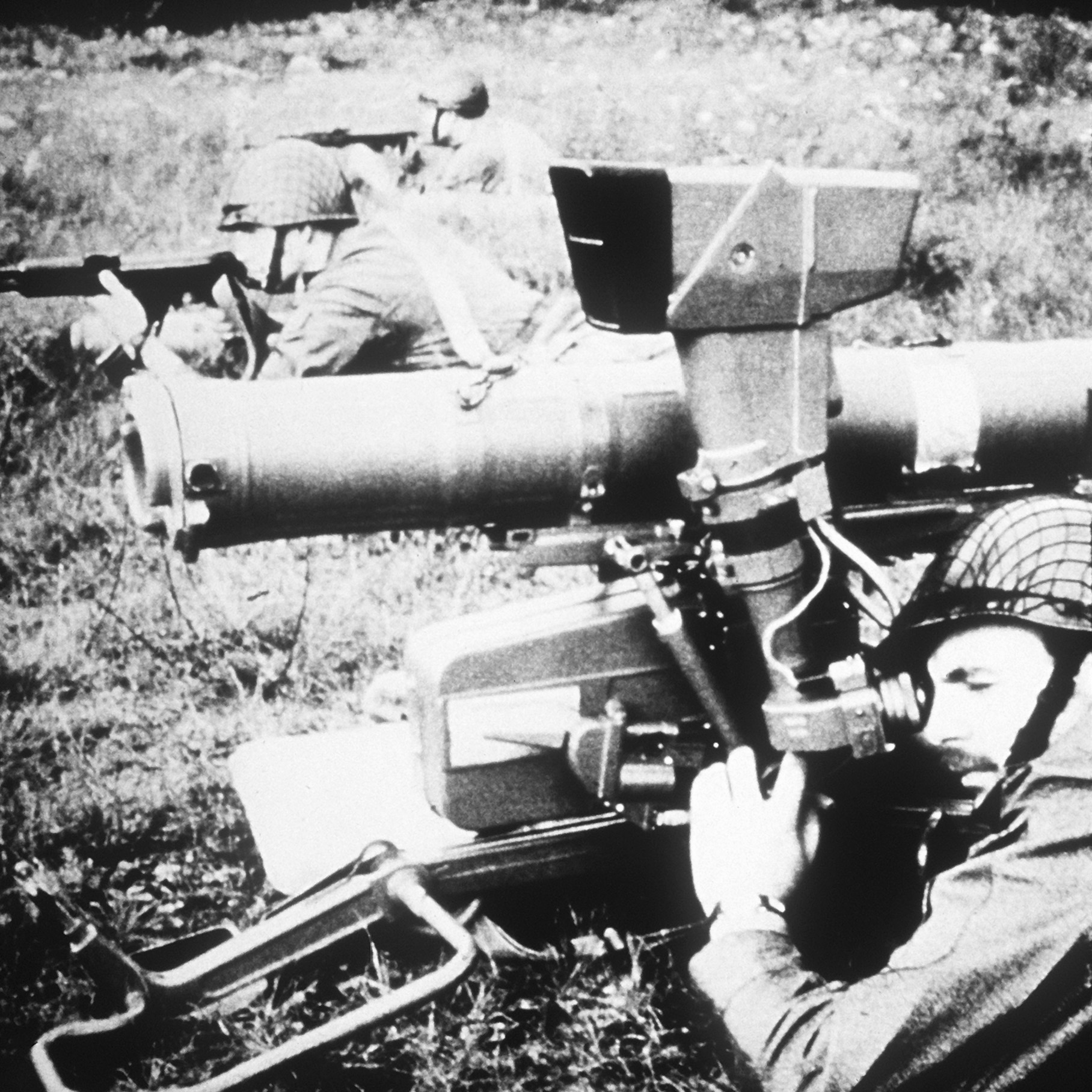
A 9M111 Fagot páncéltörő rakétarendszer

A 9M111 Fagot (NATO-kódja: AT–4 Spigot) az 1970-es évek elejére a Szovjetunióban kifejlesztett félautomata vezetékes parancsközlő távirányítású páncéltörő rakétarendszer. Járműre épített és hordozható indítóberendezésű változata is ismert.

## Története
A Fagot rendszer fejlesztése 1962-ben kezdődött a tulai CKB–14 tervezőirodában (ma: KBP) Arkagyij Georgijevics Sipunov vezetésével. Fejlesztése a 9M113 Konkursz rendszerrel együtt folyt. Mind az alkalmazott technológia, mind a vezérlőrendszer hasonló, elsősorban a méretekben vannak eltérések. A rakétát 1970-ben rendszeresítették a Szovjet Hadseregben a gépesített lövész alakulatoknál. A rakétához a 9P135 háromlábú állványos indító- és irányító berendezést alkalmazták. Később megjelent a járműre szerelt változata is, alkalmazták BMP–1P és BTR–D harcjárműveken, valamint UAZ–469 terepjáróról.

## Szerkezeti kialakítása
A rakéta egy hermetikusan lezárt szállító-indító konténerben helyezkedik el. Egy háromlábú állványra lehet szerelni a 9SZ451 giroszkópos vezérlő berendezést, erre pedig felül a rakéta szállító-indító konténere helyezhető. A 9S119 irányzóberendezés (a kezelő felől nézve) bal oldalon helyezkedik el. Az indítóberendezés  teljes tömege 22,5 kg. Használat közben a kezelő hason fekszik a berendezés bal oldalán. A berendezés vízszintesen 360°-ban, függőleges síkban +/-20°-ban mozgatható. A rendszer legfeljebb 60 km/h sebességgel mozgó célok ellen használható. Az irányzék 10-szeres távcsövének látószöge 5°.
Az indító konténerből egy gázgenerátor veti ki a rakétát, amely 80 m/s sebességgel hagyja el a csövet. A gázok az indítócső hátulsó részén távoznak. Kialakítása a hátrasiklás nélküli ágyúkéhoz hasonló, a hátrafelé kiáramló gázok kompenzálják a reakcióerőt. Az indítócsövet elhagyó rakétát a szilárd hajtóanyagú hajtómű 186 m/s-os utazósebességre gyorsítja fel. A rakétahajtómű kiégése után a sebessége fokozatosan csökken.
A Fagot rendszer félautomata parancsközlő távirányítást alkalmaz. A rakéta és az irányzóberendezés közti parancsjeleket a rakétában lévő dobról repülés közben legördülő vékony vezeték továbbítja. A kezelő az irányzékot folyamatosan a célon tartja. A vezérlőrendszer érzékeli a befogott cél és a rakéta hátulján lévő infravörös fényszóró helyzetét. Amennyiben a kettő helyzetében eltérés van, a vezérlőberendezés megfelelő kormányjeleket dolgoz ki, és a rakéta korrigálja a pályáját. Ez a félautomata parancsközlő irányítás nagy megbízhatóságot biztosít a rendszernek, és a viszonylag képzetlenebb kezelők is nagy hatékonysággal tudják alkalmazni.
A rendszerhez tartozó rakéta aerodinamikai szempontból kacsa elrendezésű. Az orr-részen találhatók az elektromos mozgatású kormányfelületek. Az indítás után kinyíló stabilizátorok a rakéta hátulsó részén találhatók. A rakéta kumulatív töltetet hordoz.  Menethajtóműve egyfokozatú, szilárd hajtóanyagú.

## Típusváltozatok
Az 1970-ben rendszeresített 9M111 Fagot rakéta modernizált változata a 9M111–2 Fagot, amely nagyobb teljesítményű hajtóművet kapott, így az eredeti 2 km-es maximális hatótávolság 2,5 km-re nőtt, és hatásosabb, 460 mm páncélátütő képességgel rendelkező harci részt építette be. Később rendszeresítették a 9M111M Faktorija rakétákat, amelyek hatásosabb, ERA-páncélzat ellen is alkalmazható, 600 mm páncélátütő képességű, kettős, tandem elrendezésű kumulatív töltetet kapott.
A 9P135 indítóberendezést is több alkalommal továbbfejlesztették. A 9P135M már alkalmas a 9M113 Konkursz rakéták indítására is. Az 1990-es évek elején megjelent  9M135M3 indítóberendezés már hőképalkotóval rendelkező éjszakai irányzékot kapott, amellyel a rendszer éjszaka is 2,5 km-ig használható.

## Harci alkalmazása
A páncéltörő rakétarendszert a Szovjetunióban és a Varsói Szerződés mindegyik tagállamában rendszeresítették. A Szovjetunió a rakétát nagy számban exportálta Iraknak és Szíriának. Alkalmazták az irak–iráni háborúban, és az arab-izraeli konfliktusokban. A Szíriának szállított rakéták közül több a síita Hezbollahhoz került. Ezeket a Hezbollah és Izrael között 2006-ban Dél-Libanonban lezajlott összecsapás során az izraeli hadsereg ellen is bevetették.

## A rakéta műszaki jellemzői
- Hossz: 1030 mm (gázgenerátor nélkül 875 mm)
- Fesztáv: 369 mm
- Törzs átmérője: 120 mm
- Utazósebesség: 186 m/s
- Hatótávolság: max. 2 km (későbbi változatoknál 2,5 km)
- Maximális repülési idő: 11 sec.
- Irányítás: vezetékes félaktív parancsközlő
- Harci rész: 9N122 típusú 1,8 kg tömegű kumulatív töltet
- Páncélátütő képesség: 400 mm (hagyományos páncél), 9M111M-nél 600 mm (ERA-páncélzat)